# Josef Čapek
Josef Čapek (pronúncia: [jozɛf tʃapɛk]; 23 de março de 1887 – abril de 1945) foi um artista tcheco que era mais conhecido por seus trabalhos como pintor, mas que também como escritor e poeta. Ele inventou a palavra "robô", que foi introduzida na literatura por seu irmão, Karel Čapek, surgindo pela primeira vez na peça teatral R.U.R., de 1920.

## Vida
Čapek nasceu em Hronov, Boêmia (Áustria-Hungria, mais tarde Tchecoslováquia, hoje República Tcheca), em 1887. Inicialmente um pintor da escola cubista, ele mais tarde desenvolveu seu próprio estilo lúdico e minimalista. Colaborou com seu irmão Karel em várias peças e contos; sozinho, escreveu a peça utópica Land of Many Names e vários romances, bem como ensaios críticos em que defendia a arte do inconsciente, das crianças e dos "selvagens". Ele foi nomeado por seu irmão como o verdadeiro inventor do termo robô. Como cartunista, trabalhou para o Lidové Noviny, um jornal sediado em Praga. Devido à sua atitude crítica em relação ao nacional-socialismo e a Adolf Hitler, ele foi preso após a invasão alemã da Tchecoslováquia, em 1939. Ele escreveu Poems from a Concentration Camp no campo de Bergen-Belsen, onde morreu em 1945. Em junho de 1945, Rudolf Margolius, acompanhado pela esposa de Čapek, Jarmila Čapková, foi a Bergen-Belsen para procurá-lo. Seus restos mortais nunca foram encontrados. Em 1948, o tribunal estabeleceu oficialmente a data de sua morte como 30 de abril de 1947.
Seus contos ilustrados Povídání o Pejskovi a Kočičce (traduzido para o inglês como The Adventures of Puss and Pup , sem tradução para o português) são considerados clássicos da literatura infantil tcheca.

## Galeria

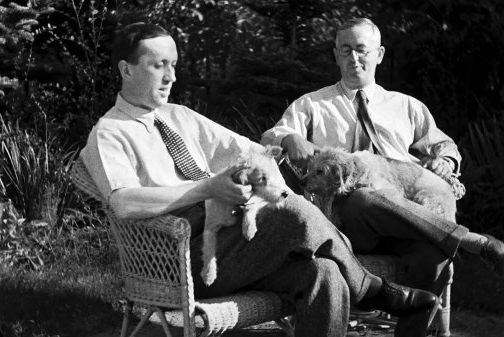
Os irmãos Čapek, Karel e Josef, c. 1938.
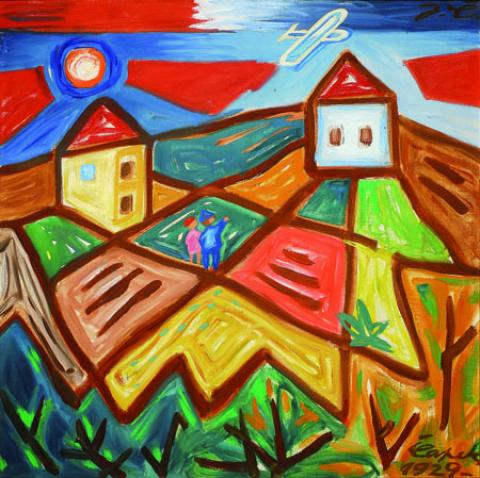
Letadlo (avião)
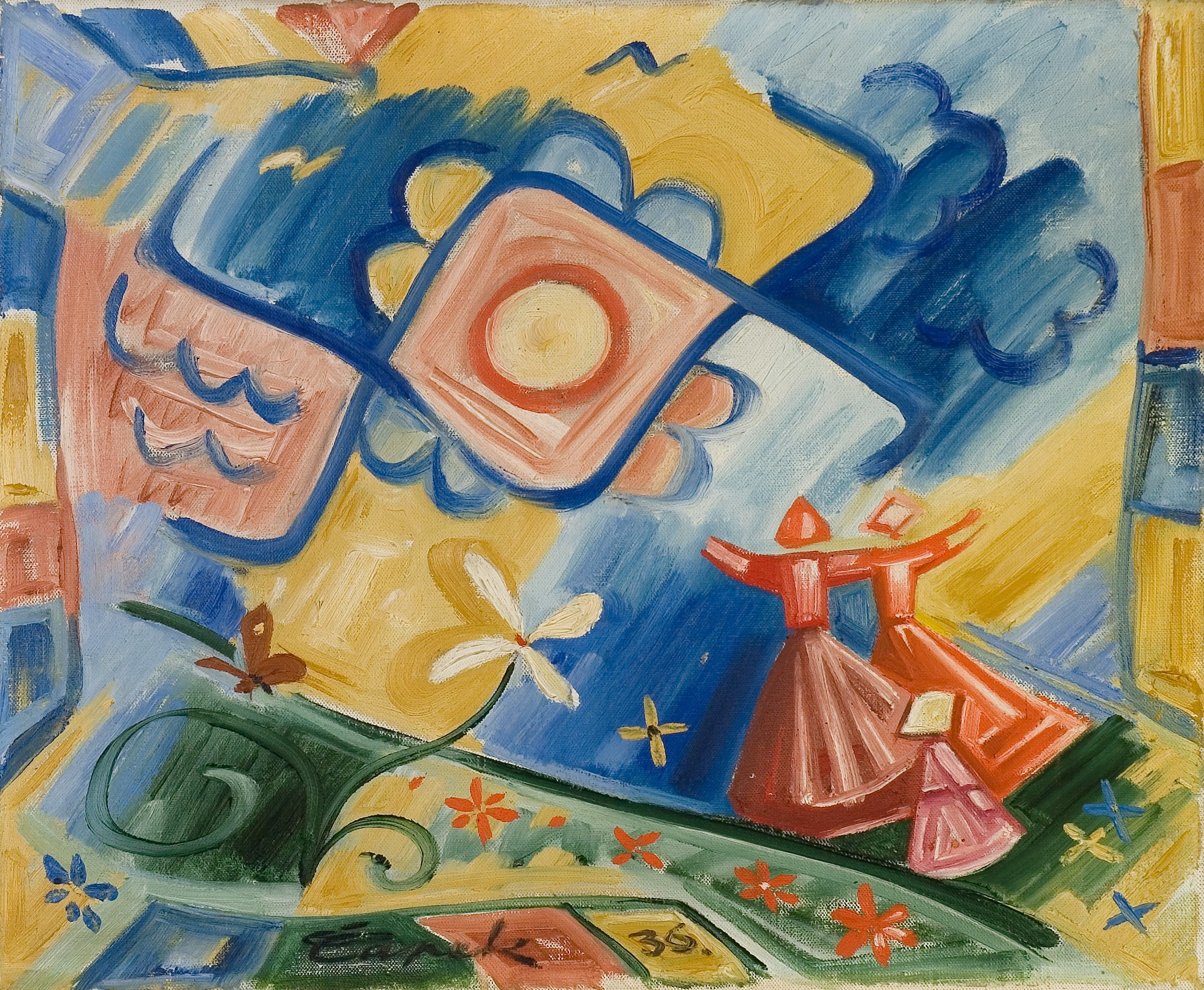
Zpívající děvčata (Meninas cantoras)
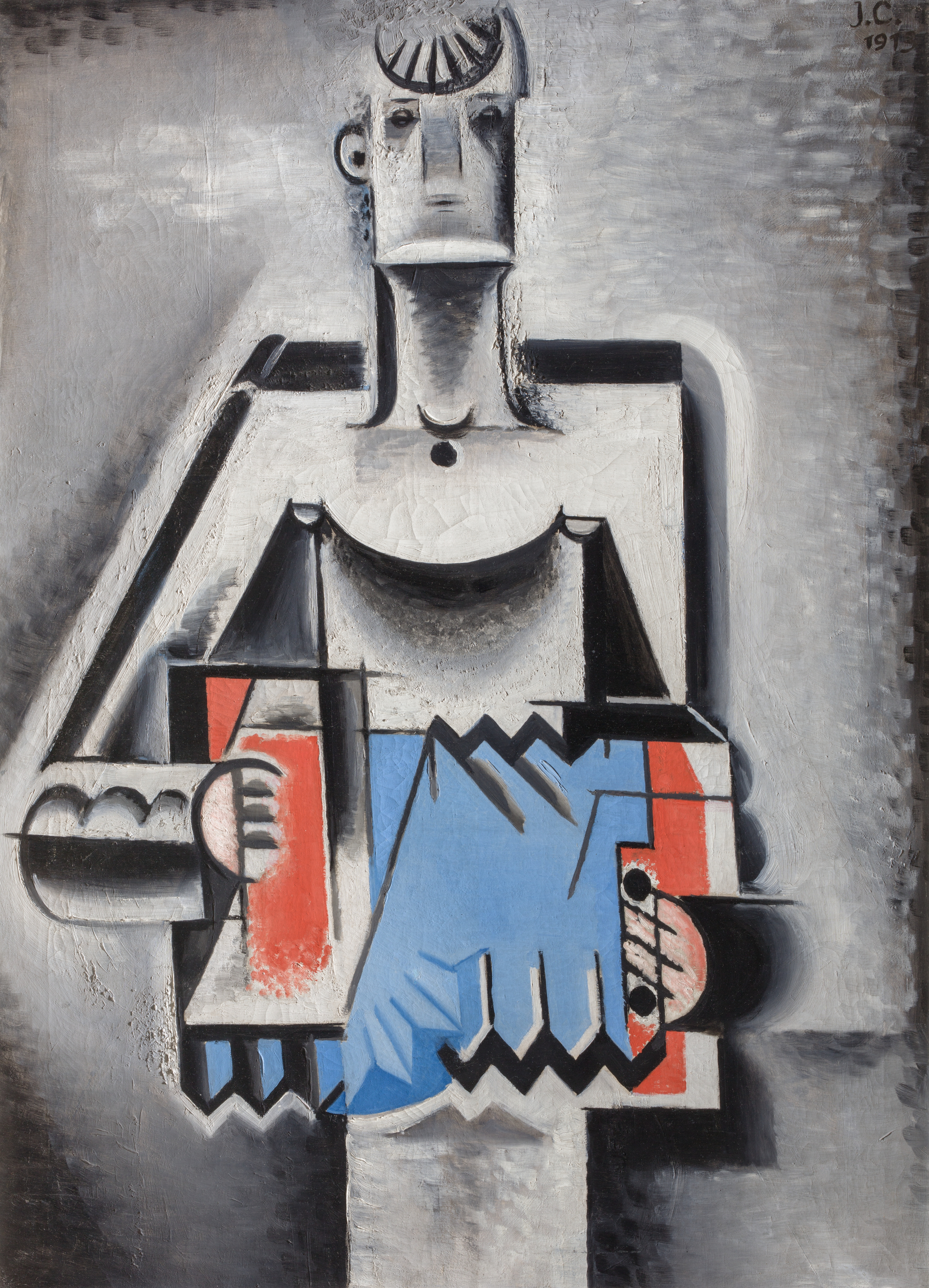
Harmonikář (Harmonista)
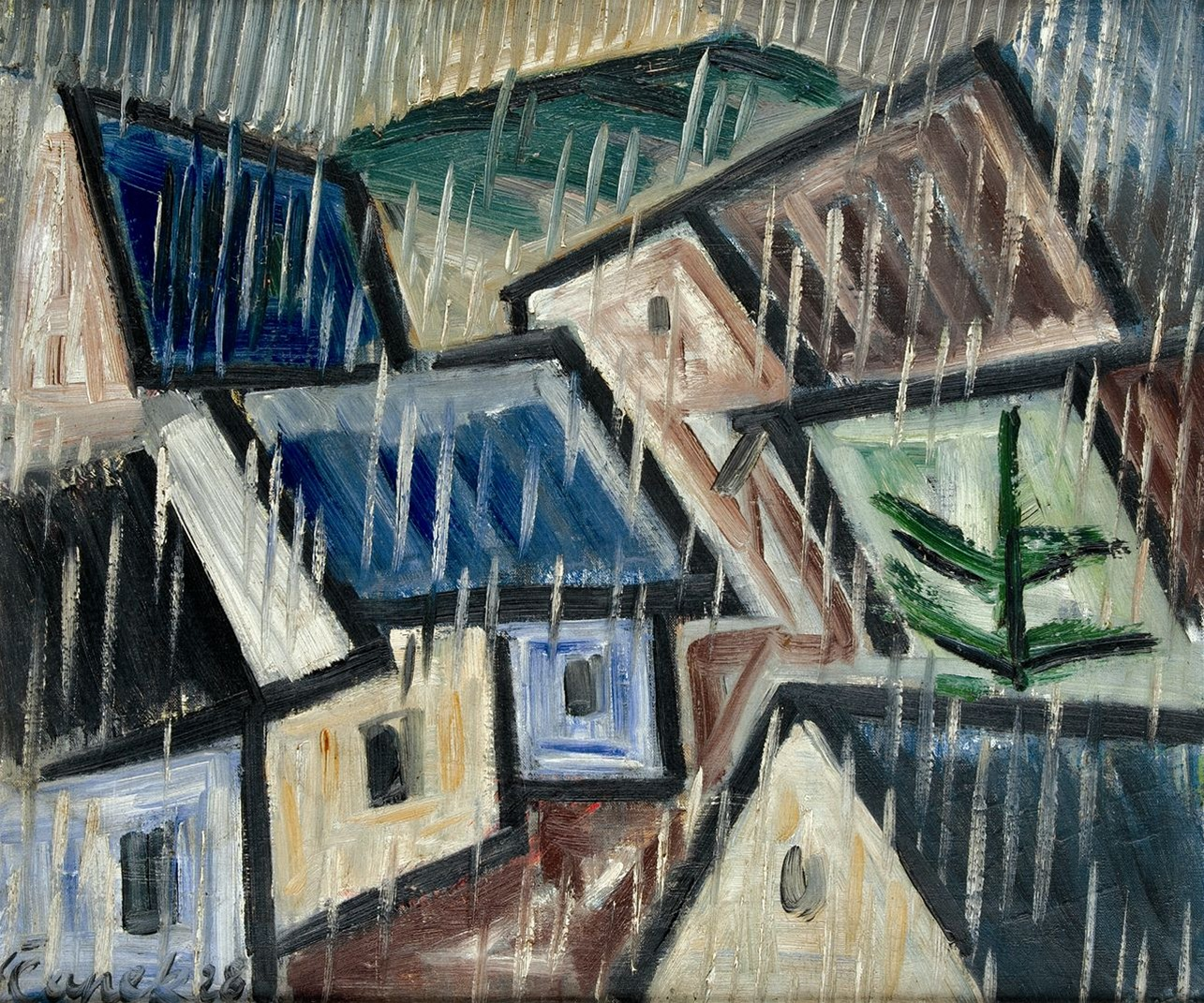
Krajina v dešti (Paisagem na chuva)
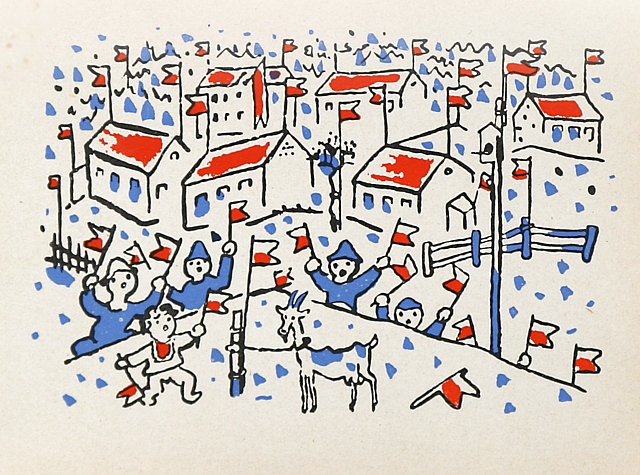
Kluci s kozou (caras com uma cabra)
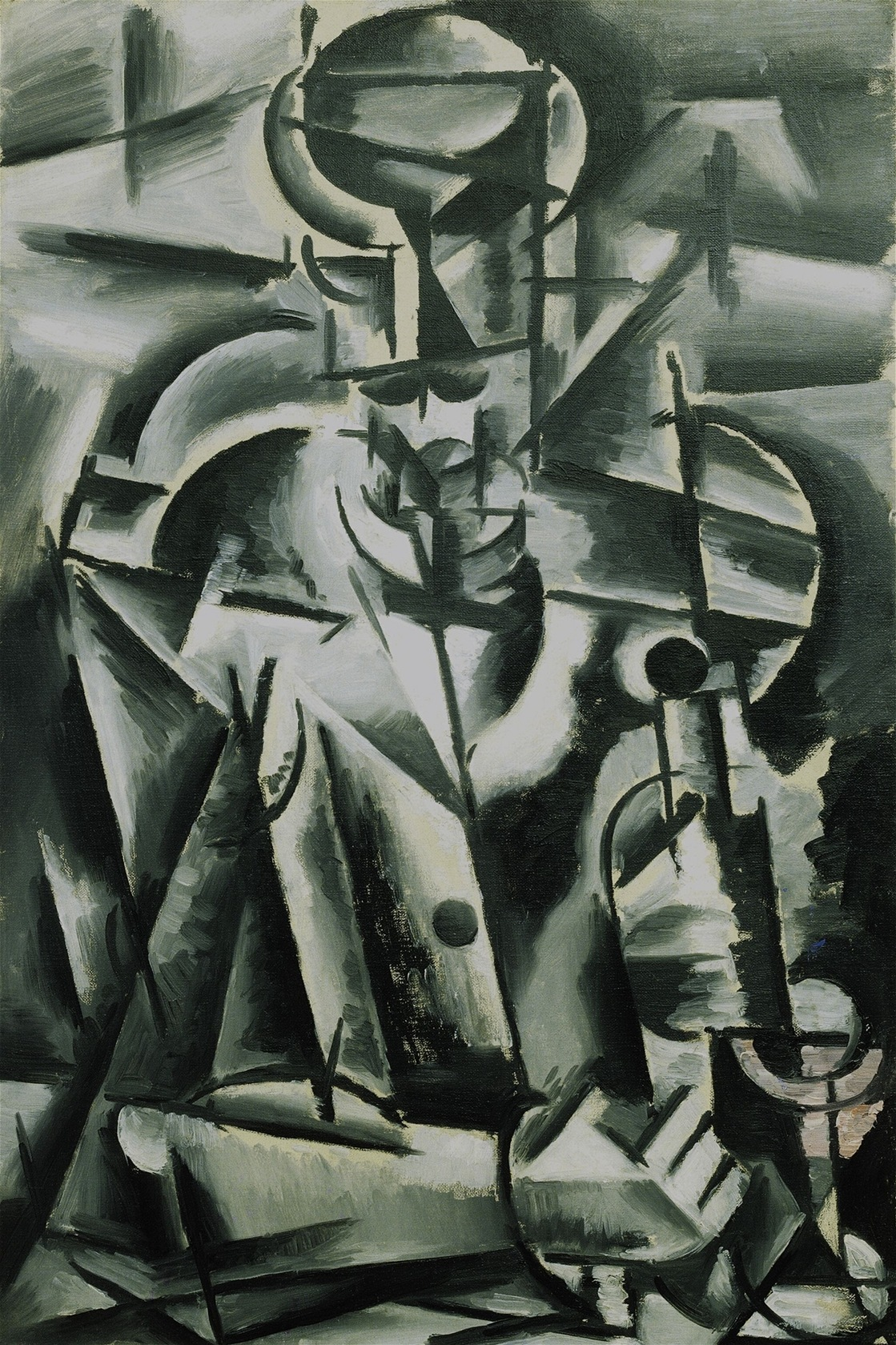
Piják (Blotter)
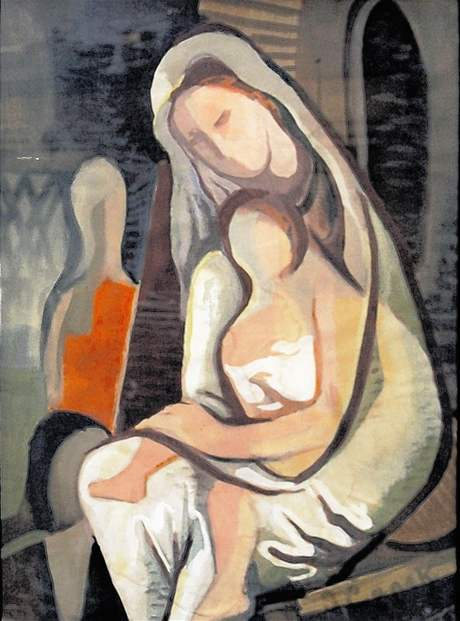
Matka s dětmi (Mãe com filhos)
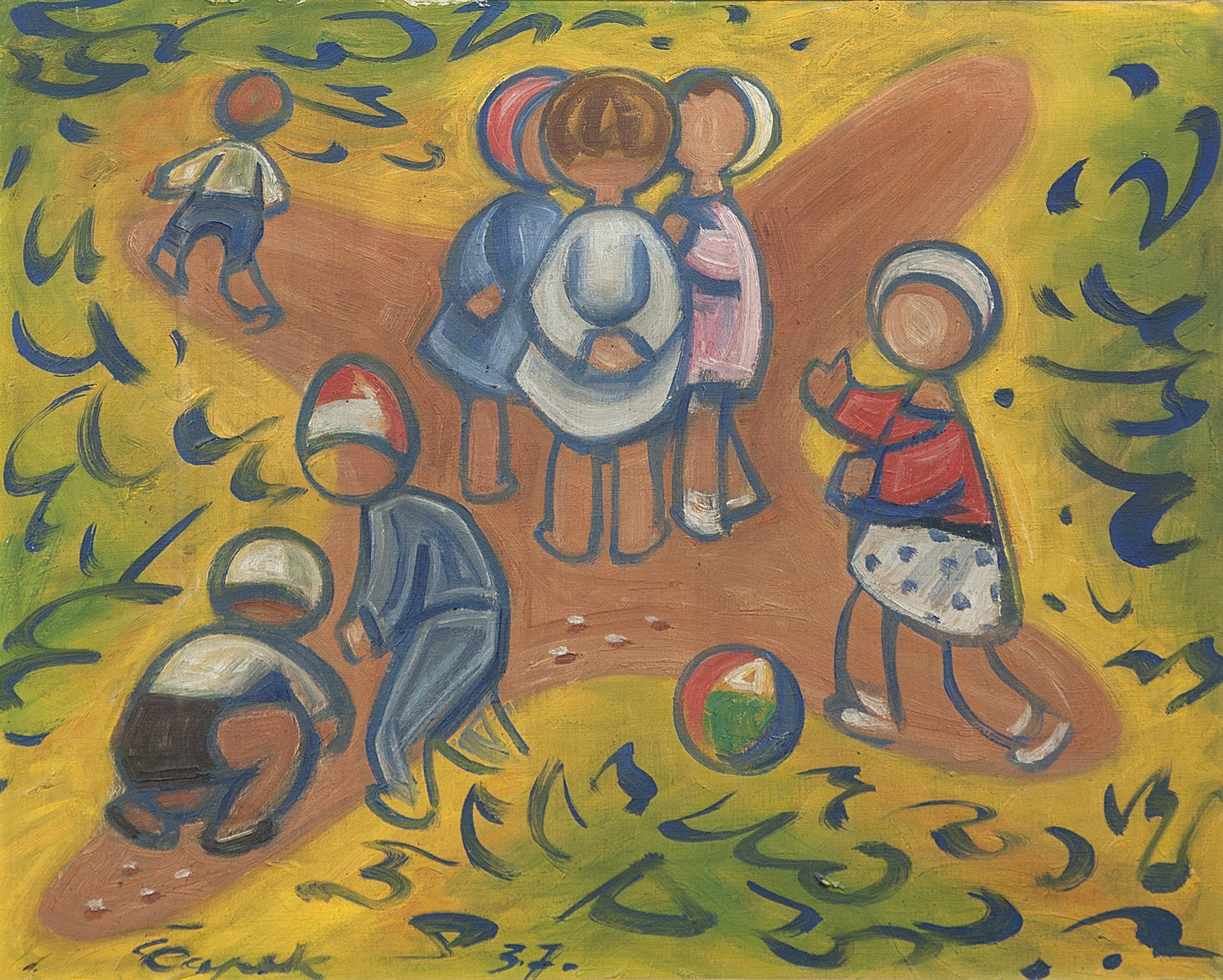
Hra (jogo)
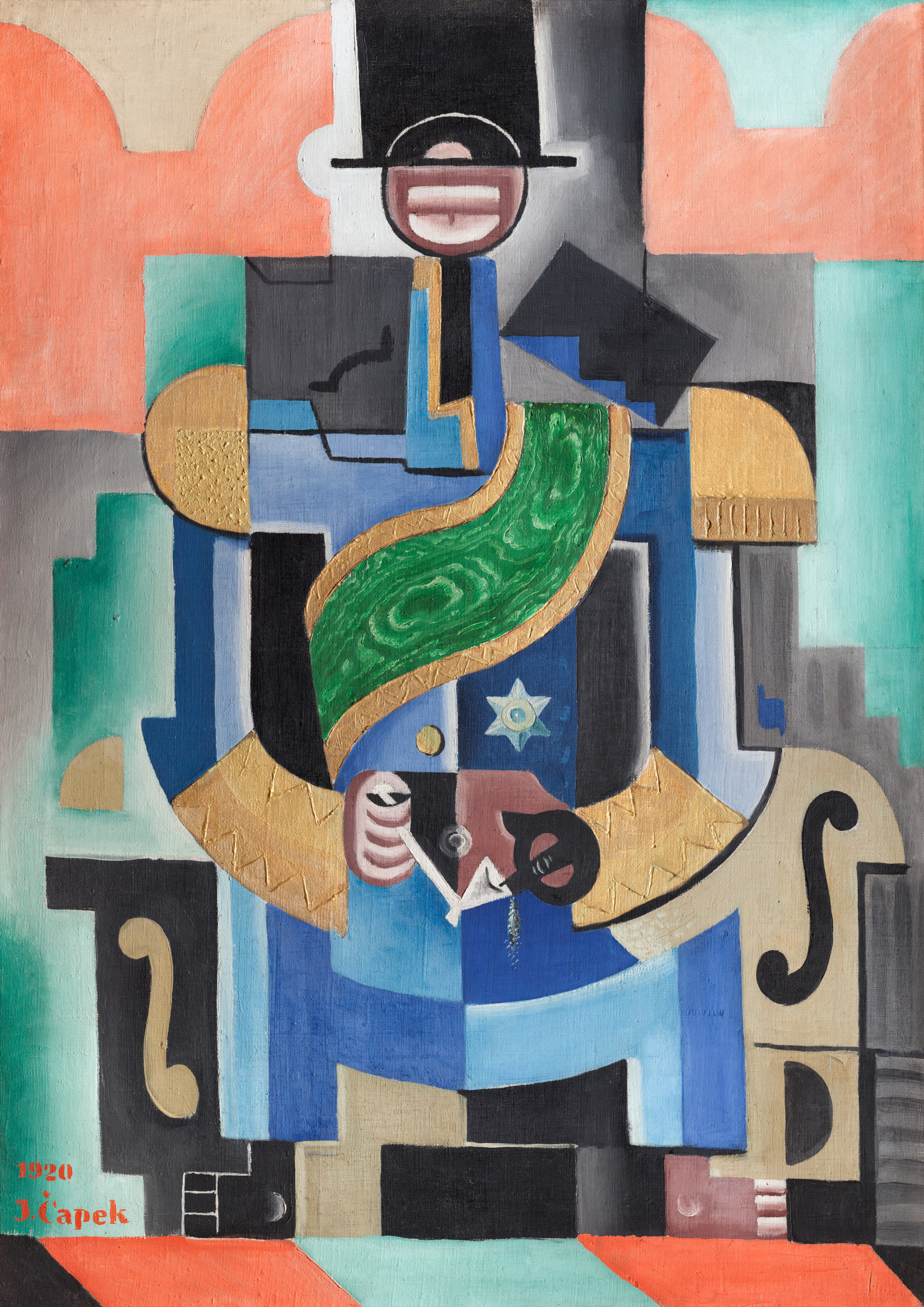
rei africano
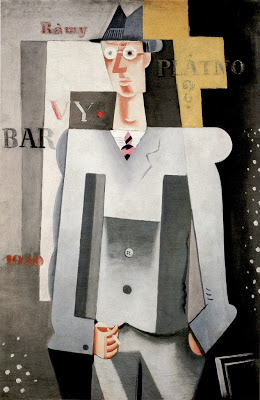
Autoportrét (Auto-retrato)

## Literatura
- Ivan Margolius, 'The Robot of Prague', Newsletter, The Friends of Czech Heritage no. 17, outono de 2017, pp. 3 – 6. https://czechfriends.net/images/RobotsMargoliusJul2017.pdf
- Marie Šulcová. Čapci, Ladění pro dvě struny, Poločas nadějí, Brána věčnosti, Praga: Melantrich 1993-98
- Marie Šulcová. Prodloužený čas Josefa Čapka, Praga: Paseka 2000